# Кшетра Сінґх
Кшетра Сінґх (гінді क्षेत्र सिंह; д/н — 1382) — магарана Мевару в 1364—1382 роках.

## Життєпис
Походив з династії Сесодія. Син Хаміра Сінґха. Посів трон 1364 року. Відновив активну зовнішню політику, приєднавши до своїх володінь Джахазпур, Мандалгарх, Мандсаур і весь регіон Чаппан. У відповідь делійський султан Фіроз Шах Туґхлак відправив проти нього військо на чолі із Зафар-ханом, але магарана завдав ворогові поразки в битві біля Бакроле.
Також успішно діяв проти фархат-уль-мулька Расті-хана, маліка (намісника) Гуджарату. Потім переміг Ділавар-хана, маліка Малави, який загинув у битві. Потім зайняв область бгілів Джавар. Помер Кшетра Сінґх 1382 року під час військової кампанії проти Хади, раджи з клану Бунді. Йому спадкував старший син Лакга Сінґх.